# WWE Aftershock
WWE Aftershock est un jeu vidéo de catch professionnel basé sur l'univers de la société américaine World Wrestling Entertainment. Il a exclusivement été commercialisé sur N-Gage le 11 juillet 2005 et édité par THQ.

## Système de jeu
WWE Aftershock met à disposition du joueur une dizaine de catcheurs incluant Eddie Guerrero, The Undertaker, Edge, John Cena, Booker T, Triple H, Rey Mysterio, Chris Benoit, et Chris Jericho,, dont deux personnages déblocables. Chacun d'entre eux ont la possibilité d'exécuter des prises signatures, comme le « F-U » pour John Cena. Ils possèdent également des prises basiques comme les coups de poing et coups de pied. Il existe quatre types de matchs : Exhibition, King of The Ring, Survival et Tag Team. Chacun des catcheurs entre dans le ring accompagné de son thème et clip respectifs,. Les matchs King of the Ring sont des matchs avec échelle. Dans le mode Survival, le joueur affronte de manière consécutive de nombreux catcheurs. Dans le mode Exhibition, le joueur joue en solo ; concernant les Tag Teams, le joueur peut choisir un autre personnage au choix pour créer une équipe.
À l'exception du mode King of the Ring, chaque mode est jouable en multijoueur par le biais du bluetooth.

## Accueil
WWE Aftershock a mal été accueilli par l'ensemble des critiques et rédactions. GameSpot attribue une note de 5,3 sur 10. Dinowan, du site français Jeuxvideo.com attribue une moyenne générale médiocre de 8 sur 20 expliquant que « WWE Aftershock répond aux critères d'un grand nombre de jeux de catch, souvent bâclés et laissant la place aux rares exceptions de qualité. Il n'est pas beau, il est mou et creux comme un estomac vide. En bref, "à éviter" comme on dit dans le jargon. »